# Ранікот
Фортеця Ранікот (синдхі رني ڪوٽ, урду قِلعہ رانی کوٹ) — історичний талпурський форт поблизу Санна (округ Джамшоро, провінція Сінд, Пакистан). Він також відомий як Велика стіна Сінда і, за деякими відомостями, є найбільшою у світі фортецею, з окружністю приблизно 32 кілометри. Вали форту порівнюють з Великою Китайською стіною.
Фортеця Ранікот була номінована в 1993 році Пакистанською національною комісією на отримання статусу об'єкта всесвітньої спадщини ЮНЕСКО і відтоді включена в його попередній список. Форт внесений до списку історичних об'єктів Пакистану відповідно до Закону про старожитності 1975 року та подальшими поправками до нього, їй надається державна охорона.

## Розташування

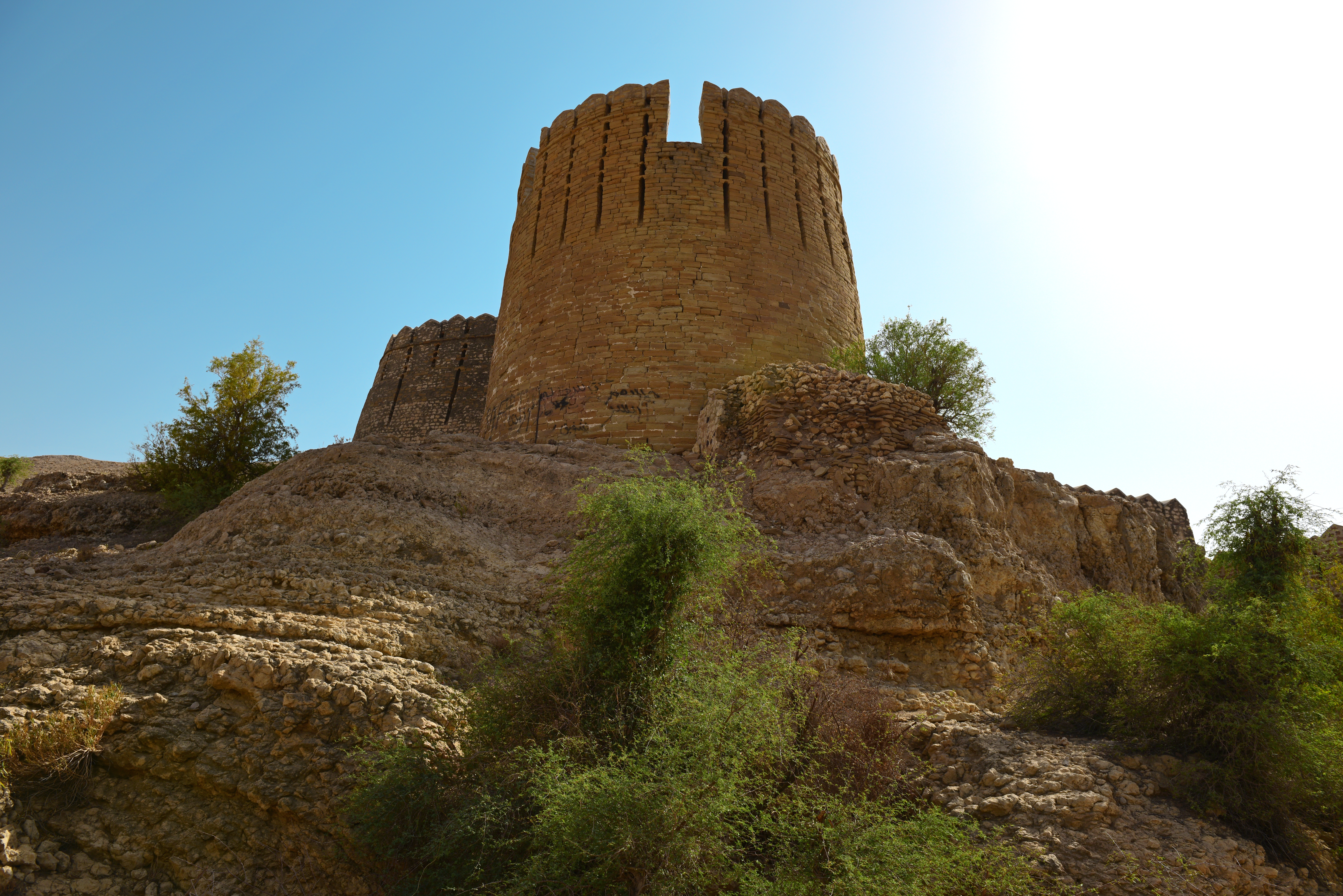
Фортеця Ранікот

Фортеця Ранікот знаходиться в 90 кілометрах на північ від міста Гайдарабад, поруч з Індійським шосе (N55). До неї також можна легко дістатися від Карачі за тим же шосе (година їзди до Санна). Відгалуження від цієї дороги, що починається на невеликій відстані від Санна, найближчого міста, веде до фортеці по нерівній дорозі довжиною 21 кілометр і досягає східних воріт форту, відомих як ворота Санна.

## Історія
Призначення й архітектори фортеці Ранікот невідомі. Раніше існували версії, що форт був побудований за часів правління Сасанідів, скіфів, парфян або бактрійських греків, однак пізніші відомості доводять, що фортеця Ранікот виникла при династії Талпурів.
Археологи вказують на XVII століття як час її перших споруд, синдські дослідники сходяться на тому, що деякі з нинішніх споруд були реконструйовані династією Талпурів у 1812 році, що коштувало 1,2 мільйона рупій. Зубчасті стіни фортеці Ранікот формували останню столицю емірів Сінда, перш ніж вони потрапили під колоніальне правління Британської імперії. Проводилися радіовуглецеві аналізи деревного вугілля, взятого у воріт Санна і розчину зі зруйнованої колони східних воріт форту. Ці тести підтвердили, що ці ворота, ймовірно, були відремонтовані між початком XVIII століття і початком XIX століття, до появи британців у фортеці, коли представники династії Калхор або, швидше за все, Талпурів володіли цим районом, але насправді зразок для радіовуглецевого аналізу був отриманий зі стовпа, який був зведений в більш пізній період і не був частиною первісної й більш ранньої конструкції форту.

## Особливості

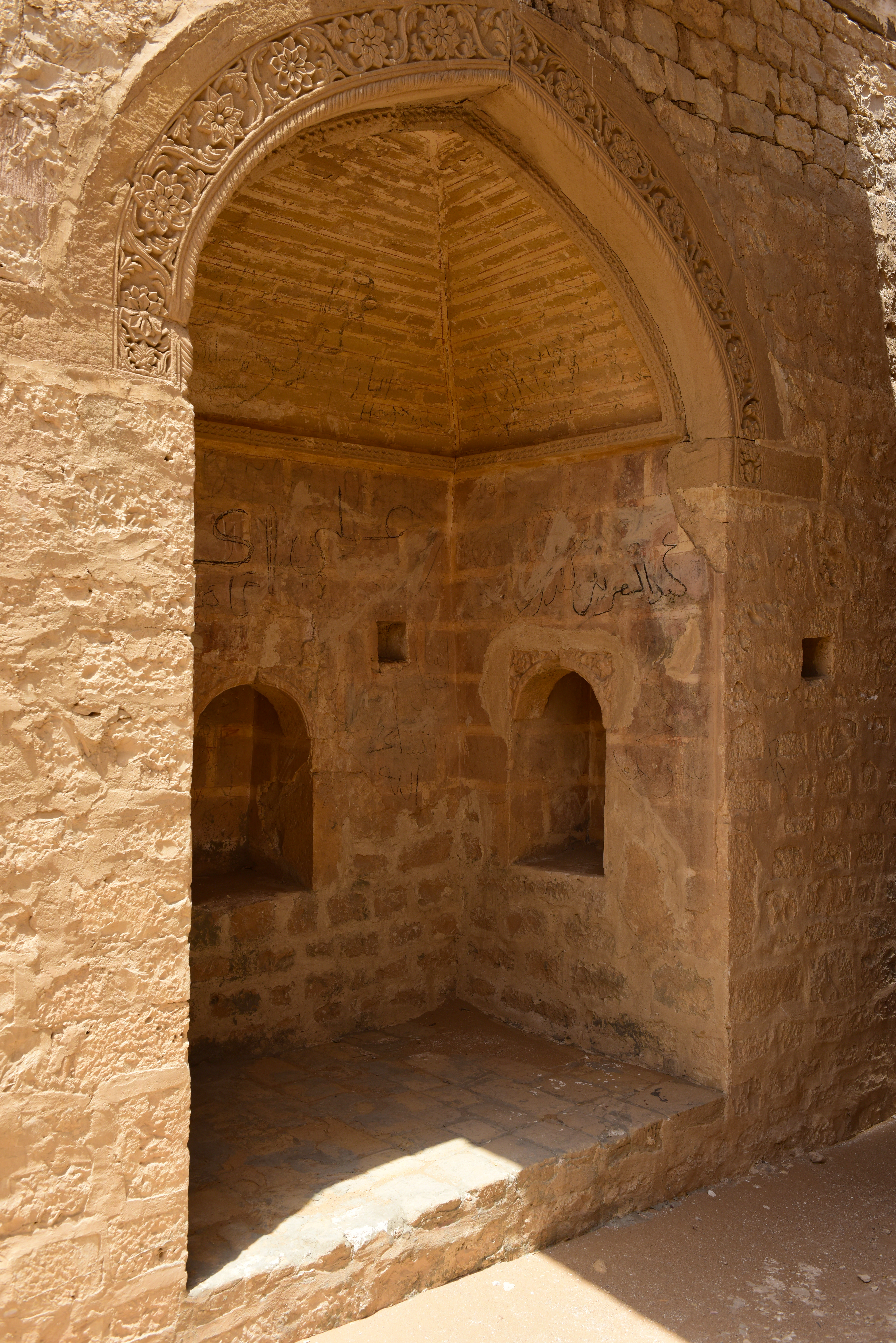
Давнє архітектурне різьблення на стінах фортеці Ранікот

Фортеця Ранікот величезна, вона з'єднує кілька пустельних вершин пагорбів Кіртар. Фортеця становить 31 кілометр в довжину. Стіна форту межує з декількома бастіонами, причому три з них мають напівкруглу форму. Північна частина периметра форту має природне горбкувате утворення, тоді як з трьох інших сторін він захищений стінами форту. В межах цієї головної фортеці є менший форт, відомий як «фортеця Мірі», яка знаходиться приблизно в 3 км від воріт Санн і, за деякими повідомленнями, служила палацом для сім'ї правителя. Уся структура фортеці була побудована з каменю та вапняного розчину. Вона має зигзагоподібну форму, з чотирма в'їзними воротами в формі ромба: ворота Санн, ворота Амри, ворота Шах-Пере і ворота Мохан. Двоє з них перетинаються по діагоналі річкою Санн; перші ворота знаходяться на західній стороні й оточені річковою водою, і до них важко підійти. Південні мають подвійні ворота. Усередині воріт є дві ніші з квітковим орнаментом і різьбленими каменями. Ворота Санн добре збереглися і від них можна піднятися на вершину фортеці, звідки відкривається мальовничий вид на околиці. Ці ворота також є входом до фортеці Мірі.

## Реконструкція
Департаментом археології Пакистану, Департаментом культури Сінда і районною адміністрацією Даду були проведені реставраційні роботи у фортеці Ранікот, зокрема в комплексі воріт Санн, укріпленої стіни, що тягнеться на південь, зокрема мечеть і невелику фортецю Мірі. Після звинувачень у поганій якості робіт і фаворитизм при укладанні контрактів у 2005 році було розпочато розслідування. У доповіді комісії з розслідування вказувалося, що реставраційні роботи були погано виконані з використанням цементу і нового каменю без дотримання «Венеціанської хартії щодо збереження та відновлення пам'яток і об'єктів», і рекомендувалося припинити подальші роботи в фортеці. На підставі цього звіту подальша реконструкція форту була припинена у 2006 році.

## Додаткова література
- Rashid, K. A. (April 1965), Ranikot (the largest fort in the world), т. VI, № 1, Iqbal Review, с. 33—49.
- Ranikot Fort - The Great Wall of Pakistan - also Known as the Mysterious Place in Pakistan